# 미하일 마튜신
미하일 바실리예비치 마튜신(러시아어: Михаил Васильевич Матюшин, 1861년 니즈니노브고로드 - 1934년 10월 14일 레닌그라드)는 러시아의 미술가·작곡가로, 러시아 아방가르드의 주요인물 중 한 명이다.

## 개요
1876년부터 1881년까지 모스크바 음악원에서 공부하고, 1882년부터 1913년까지 페테르부르크 궁정악단의 바이올린 연주자로서 활동한다. 그 사이, 생애의 반려자가 되는 엘레나 구로와 함께 사숙(私塾)에서 그림을 배우고, 일련의 풍경화를 그렸었다. 이윽고 화단에서 미래파 운동의 지도자의 하나로 활약하고, 카지미르 말레비치와 생애에 걸친 우정을 키운다. 1913년에 말레비치와 함께 가극《태양의 정복》을 공작한다. 말레비치는 이 무대미술을 담당하고 있었기에, 쉬프레마티슴의 전개를 떠올린 듯하다. 마튜신이 음악을 담당하여, 벨리미르 플레브니코프의 시에 곡조를 붙였다.
1921년부터 1923년까지 예능문화박물관에서 근무하여, 그 실행위원회에 소속된다. 1923년 초두부터는 이 박물관의 예술연구부문에 참가했다.